# Scolopendra viridis
Scolopendra viridis är en mångfotingart som beskrevs av Thomas Say 1821. Scolopendra viridis ingår i släktet Scolopendra och familjen Scolopendridae.

## Underarter
Arten delas in i följande underarter:
- S. v. lagunensis
- S. v. viridis
- S. v. genuina
- S. v. maya
- S. v. storkani